# Christoph Fürleger
Christoph Fürleger (* 24. August 1984 in Nördlingen) ist ein ehemaliger deutscher Schwimmer der heute als Triathlonveranstalter aktiv ist.

## Werdegang
Christoph Fürleger war einige Jahre als Schwimmer und Mitglied der Nationalmannschaft im Langstrecken-Schwimmen über die 5- und 10-km-Distanzen aktiv, wo er einige Siege und Titel verbuchen konnte.
Seit 2004 war er auch als Triathlet aktiv und er startete seit 2007 als Profi-Athlet. Fürleger wurde von Susanne Buckenlei trainiert und startete für den Verein Triabolos Hamburg e. V. Auch sein jüngerer Bruder Martin (* 1986) ist als Langstreckenschwimmer erfolgreich.
2013 gab er bekannt, als ein Nachfolger von German Altenried die Geschäftsleitung des Allgäu Triathlons zusammen mit Hannes Blaschke und anderen Partnern zu übernehmen.
Er betreut als Schwimmcoach die deutsche Triathletin und vierfache Ironman-Siegerin Kristin Möller.

## Sportliche Erfolge
| Datum/Jahr    | Rang | Wettbewerb              | Austragungsort    | Zeit     | Bemerkung |
| ------------- | ---- | ----------------------- | ----------------- | -------- | --- |
| 13. Sep. 2009 | 1633 | Ironman Wisconsin       | Madison           | 14:31:25 | „First out of the water“ (49:09 Minuten) im Monona See Platzierung als PRO Platz 23                                                                       |
| 1. Juli 2007  | DNF  | Ironman Germany         | Frankfurt am Main | –        | „First out of the water“ |
| 2006          | DNF  | Ironman Germany         | Frankfurt am Main | –        | „First out of the water“ – zeitgleich mit Christoph Streiß                                                                                                |
| 2005          | DNF  | Ironman Austria         | Klagenfurt        | –        | |
| 2004          | 31   | Laguna Phuket Triathlon | Phuket            | 03:12:27 | „First out of the water“ mit neuem Streckenrekord auf der Schwimmdistanz und 2. Rang in seiner Altersklasse bei seinem ersten Triathlon-Start in Thailand |

(DNF – Did Not Finish)